# Theater im Zentrum (Wien)

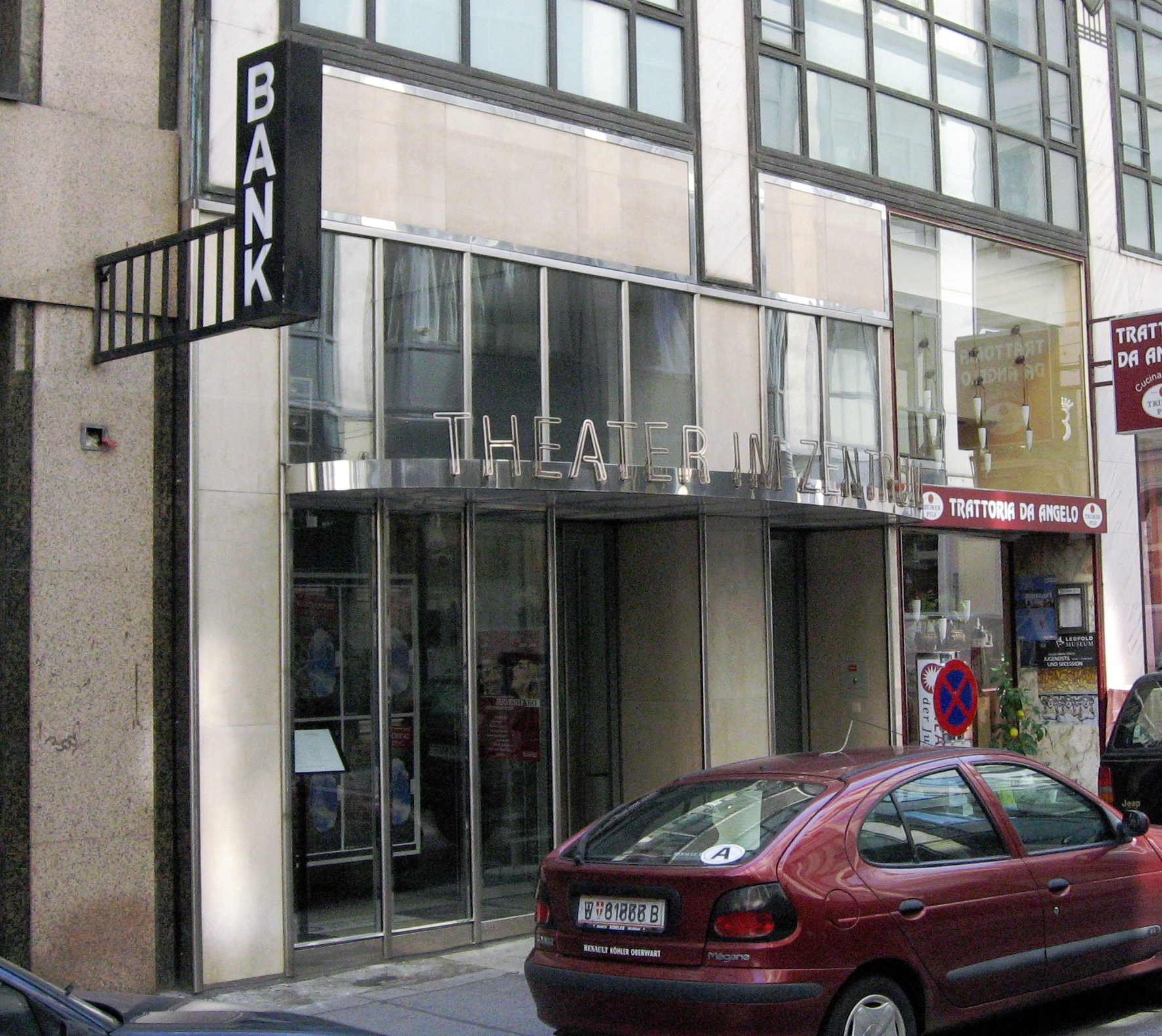
Theater im Zentrum

Das Theater im Zentrum im 1. Wiener Gemeindebezirk Innere Stadt ist neben dem Renaissancetheater die zweite Spielstätte des Theaters der Jugend. Es bietet 230 Sitzplätze. Die technische Ausstattung erlaubt sowohl Sprechtheater als auch Musikproduktionen.

## Geschichte
1913 wurde das Theater im Zentrum in der Liliengasse 3 als Grand Gala gegründet, der Architekt des Saales war Eduard Prandl. In einer Zeitungsannonce kündigen die Betreiber ein „internationales Tanz- und Gesangprogramm“ an.
Im Ersten Weltkrieg wurde das Lokal als Nachmittagsheim für rekonvaleszente Soldaten genutzt. Ab spätestens April 1920 übernahm der Saal den Namen „Moulin Rouge“ von einem vor dem Krieg im Nachbargebäude untergebracht gewesenen Etablissement. Das neue Moulin Rouge war zunächst ein reines Tanzlokal, Tänzer wie Willy Fränzl traten auf. Mit der Zeit nahmen neben dem Publikumstanz und unterschiedlichsten Tanzdarbietungen aber auch Elemente aus dem Varieté wie akrobatische Einlagen und Comedy-Nummern zu.
Ab 1929 wurde der Saal schrittweise von Carl Witzmann umgestaltet, die zuvor prägende Saaltreppe abgerissen und der Zuschauerraum um gute zwei Meter angehoben. So nahm der ursprünglich zweigeschoßige Saal (Saal-Parterre und Galerie) sein heutiges Erscheinungsbild an. Gleichzeitig wurde der Eingang von der Weihburggasse 9 in die Liliengasse 3 verlegt. Der finanziell in Schwierigkeiten gekommene Direktor Arthur Glück holte die Brüder Philipp und Edmund Hamber als Partner ins Boot – die Beteiligung am „Nachtlokal“ wurde letzterem bei seinem Ausschluss aus der SPÖ 1932 vorgeworfen. In der letzten Zeit seines Bestehens fokussierte sich das Moulin Rouge unter der künstlerischen Leitung von Fritz Grünbaum und Franz Engel auf Kammerrevues. Unter anderem traten Karl Farkas, Ernö Verebes oder Olly Holzmann in Erscheinung. Im Juni 1934 musste das Moulin Rouge Konkurs anmelden. Glück und Edmund Hamber wurden 1935 wegen Veruntreuung festgenommen.
Nach dem Anschluss Österreichs an das Dritte Reich gründete der Schauspieler Adolf Müller-Reitzner in der Liliengasse 3 mit Genehmigung des Reichspropagandaamt Wien eine Kabarettbühne. Müller-Reitzner übernahm sein (politisch wie rassisch) tragbares Ensemble großteils aus der zwangsgeschlossenen Literatur am Naschmarkt, wo er zwei Jahre lang gespielt hatte. Von 1939 bis 1944 wurde vom Wiener Werkel zehn Programme produziert, die zwar nicht an den Grundfesten der NS-Ideologie rütteln wollten. Vielmehr wurden meist „kleine Unzulänglichkeiten auf witzige Art und Weise auf die Bühne gebracht […].“ Im Stück Traum seiner Lordschaft träumt etwa ein englischer Lord von einem Sieg der Alliierten und einem Wien, das in 26 Einzelstaaten geteilt wurde, die sich gegen Ende des Mittelstücks dann doch versöhnen und die österreichische Einigkeit feiern. Im Mittelstück Das Chinesische Wunder aus dem zweiten Programm wird der Einmarsch der Deutschen in Österreich als japanisch-chinesische Parabel dargestellt. Während die Chinesen in dem Stück im Wiener Dialekt gespielt werden, tritt der Japaner mit preußischem Duktus und überbetonter Uniform auf. Als der verängstigte Amtsgehilfe Po-Ma-Li fragt, was denn nun in „Chinareich“ geschehen werde, erwidert sein Vorgesetzter Hofrat Pe-cha-tschek: „Gar nix, lieber Po-Ma-li, sans nur net nervös – mir werns' scho demoralisieren.“ Während etwa die Hälfte des Ensembles NSDAP-Mitglieder waren und Müller-Reitzner selbst Anwärter auf eine Mitgliedschaft war, wurden die Stücke ausnahmslos von links-liberalen Autoren geschrieben – rassisch verfolgte Autoren wie Fritz Eckhardt oder Kurt Nachmann wurden durch die Namen anderer Autoren gedeckt. Im März 1941 bestellte Joseph Goebbels anlässlich einer Wien-Visite Müller-Reitzner zu sich und drohte Direktor wie Ensemble mit der Internierung in ein Konzentrationslager, sollten die Anti-Deutschen-Sticheleien nicht aufhören.
1945 erhielt Rudolf Weys die Konzession, das Theater hatte sich auf Erlass der Besatzungsmächte Literatur  im  Moulin  Rouge zu nennen – der Name Wiener Werkel wurde verboten. Müller-Reitzners Witwe Christl Räntz führte den Saal. Nach 1945 wurde es als Intimes Theater von Gerhard Bronner betrieben. In den 1950er Jahren wurde daraus das Wiener Kabarett (z. B. „neues Wiener Werkel“), bis es 1964 vom Theater der Jugend übernommen wurde.